# Liste des gouverneurs actuels des régions de l'Érythrée
 (août 2023).
Cette page dresse la liste des gouverneurs actuels des 6 régions de l’Érythrée.

## Gouverneurs
| Région                                       | Nom                    | Depuis (le)  |
| -------------------------------------------- | ---------------------- | ------------ |
| Anseba                                       | Gegrgis Ghirmai        | 2007/2010    |
| Centrale (Maekel)                            | Kahsai Ghebrehiwet     | Janvier 2010 |
| Gash-Barka                                   | Musa Raba              | Janvier 2010 |
| Mer-Rouge-Méridionale (Debub-Keih-Bahri)     | Osman Mohammed Omer    | .../2010     |
| Mer-Rouge-Septentrionale (Semien-Keih-Bahri) | Tsigereda Woldegiorgis | .../2010     |
| Sud (Debub)                                  | Efrem Gebrekristos     | 2010/2014    |

## Lien(s) externe(s)
- Mouvement de janvier 2010
- Gouverneurs des régions (ministère de l’information) en 2010